# 大橋良一 (地質学者)
大橋 良一（おおはし りょういち、1888年1月2日 - 1983年6月29日）は、日本の地球科学者。専門は地質学・鉱床学など。東京市生まれ。

## 経歴
私立開成中学校を経て、1911年東京帝国大学理科大学地質学科専科を修了。1912年、創立2年目の秋田鉱山専門学校に講師として赴任。1956年に停年退職するまで、44年間の長きにわたり秋田鉱専・秋田大学鉱山学部で教育・研究に励む。

## 業績
研究対象は地質・鉱物・鉱床・火山・温泉・地震などと広範囲にわたり、多くの分野で業績を残したが、特に男鹿半島の新第三紀層の研究は、その後のグリーンタフ研究の先駆として高く評価されている。また、特筆に値するのは黒鉱鉱床の成因についての見解で、1920年前後の早い時期から海底爆裂口温泉沈殿説を打ち出し、数十年にわたり四面楚歌の状態で学界から無視され続けたが、1970年前後に至って、初めてその正当性が評価された。
これらの業績に対し、1951年秋田市文化賞、1959年秋田県文化功労章、1965年勲二等瑞宝章が贈られた。また、日本地質学会・日本岩石鉱物鉱床学会・日本鉱物学会・日本鉱山地質学会・日本火山学会・石油技術協会・東京地学協会・日本温泉科学会の名誉会員に推挙されている。